# Temnocerus elaeagni
Temnocerus elaeagni là một loài bọ cánh cứng trong họ Rhynchitidae. Loài này được Korotyaev & Legalov in Legalov & Korotyaev miêu tả khoa học năm 2006.